# Evie and Rendall

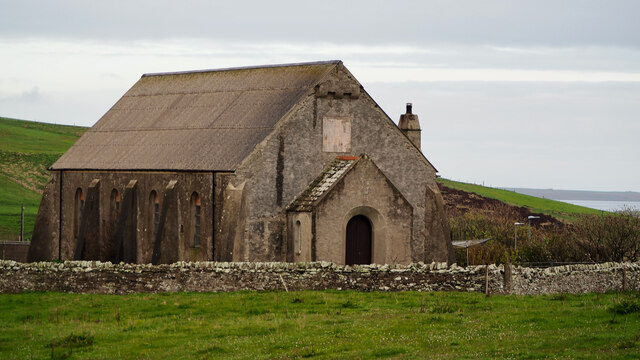
Die Kirche von Evie

Evie and Rendall ist eine Gemeinde (Community Council Area) auf den Orkneyinseln im Norden von Schottland.
Hervorgegangen ist sie aus einer historischen Verwaltungseinheit (Civil Parish), deren Gebiet im Norden der Insel Mainland am südlichen Ufer der Wasserstraße Gairsay Sound liegt. Hier befinden sich die kleineren Inseln Eynhallow, Gairsay, Holm of Boray und Sweyn Holm, die ebenfalls zu Evie and Rendall gehören. Es bildet die Form einer länglichen Raute, an die zwei angrenzende Civil Parishes stoßen. Diese sind Birsay and Harray im Westen sowie Firth im Süden. Hinzu kommt Rousay and Egilsay auf der gegenüberliegenden Seite der Wasserstraße im Norden. Größere Ortschaften in der Nähe sind Stromness, etwa 19 Kilometer im Südwesten sowie Kirkwall, etwa 14 Kilometer im Südosten.
Die Hauptorte sind Evie und Rendall, unter den weiteren zugehörigen Ortschaften sind Gorseness, Redland und Tingwall.
Ende des 20. Jahrhunderts wurde das Civil Parish in eine Community Council Area umgewandelt.